# Виктор Раск
Виктор Емануел Мартин Раск (швед. Victor Emanuel Martin Rask — Лександ, 1. март 1993) професионални је шведски хокејаш на леду који игра на позицијама центра.
Члан је сениорске репрезентације Шведске за коју је на међународној сцени дебитовао на светском првенству 2015. године. На светском првенству 2017. освојио је титулу светског првака. 
Учествовао је на улазном драфту НХЛ лиге 2011. где га је као 42. пика у другој рунди одабрала екипа Каролина харикенса. За Харикенсе игра од сезоне 2014/15. 